# Hrabstwo Angelina

Piramida wieku hrabstwa

Hrabstwo Angelina (ang. Angelina County) – hrabstwo w USA, we wschodnim Teksasie. Według danych z 2023 roku liczy 87,3 tys. mieszkańców, w tym nieco ponad połowę (58,7%) stanowią biali niebędący Latynosami. Siedzibą hrabstwa jest Lufkin (34,2 tys. mieszkańców). 
Południową granicę hrabstwa wyznacza rzeka Neches, a północną rzeka Angelina (wraz ze zbiornikiem Sam Rayburn Reservoir). Hrabstwo obejmuje 38% powierzchni lasu narodowego Angelina (58,5 tys. akrów).
Hrabstwo Angelina zostało utworzone w 1846 z hrabstwa Nacogdoches i nazwane tak na cześć kobiety z plemiona indiańskiego Hainai, która pomagała wczesnym hiszpańskim misjonarzom (nadali jej wówczas imię Angelina).

## Gospodarka
48% areału gospodarstw zajmują pastwiska, 21% uprawy i 23% to obszary leśne.
- należy do pięciu największych producentów drewna tartacznego w Teksasie[5]
- hodowla drobiu (12. miejsce w stanie), koni i kóz[4]
- wydobycie gazu ziemnego (30. miejsce)[6]
- uprawa warzyw, ziemniaków, jagód i rzepy[4]
- produkcja siana[4].

## Sąsiednie hrabstwa
- Hrabstwo Nacogdoches (północ)
- Hrabstwo San Augustine (północny wschód)
- Hrabstwo Jasper (południowy wschód)
- Hrabstwo Tyler (południe)
- Hrabstwo Polk (południowy zachód)
- Hrabstwo Trinity (zachód)
- Hrabstwo Houston (zachód)
- Hrabstwo Cherokee (północny zachód)

## Miasta
- Burke
- Diboll
- Hudson
- Huntington
- Lufkin
- Zavalla

## CDP
- Redland

## Demografia
Według danych pięcioletnich z 2023 roku, mieszkańcy deklarowali głównie pochodzenie meksykańskie (20,2%), afroamerykańskie (12,2%), irlandzkie (9,6%), angielskie (9,2%), „amerykańskie” (8,5%) i niemieckie (8,5%).

## Religia
Hrabstwo cechuje się dużą różnorodnością religijną, jednak wciąż większość stanowią wspólnoty protestanckie. Do największych organizacji religijnych w hrabstwie, należą:
| Lp. | Kościół                                         | Liczba wspólnot | Liczba członków (2010) | Liczba członków (2020) | Procent ludności |
| --- | ----------------------------------------------- | --------------- | ---------------------- | ---------------------- | ---------------- |
| 1.  | Południowa Konwencja Baptystów                  | 46              | 24 025                 | 18 200                 | 21,1%            |
| 2.  | Kościół katolicki                               | 3               | 10 628                 | 12 090                 | 14%              |
| 3.  | Narodowa Misyjna Konwencja Baptystyczna Ameryki | 17              | 190                    | 6190                   | 7,2%             |
| 4.  | bezdenominacyjne zbory ewangelikalne            | 24              | 3053                   | 6100                   | 7,1%             |
| 5.  | Zbory Boże                                      | 15              | 3785                   | 5943                   | 6,9%             |
| 6.  | Zjednoczony Kościół Metodystyczny               | 16              | 4139                   | 3531                   | 4,1%             |
| 7.  | Baptystyczne Misyjne Stowarzyszenie Ameryki     | 19              |                        |                        |                  |
| 8.  | Zjednoczony Kościół Zielonoświątkowy            | 13              |                        |                        |                  |

Wspólnoty mormońskie, świadków Jehowy i muzułmanów stanowią łącznie 2% populacji.